# Poliestireno de alto impacto
El Poliestireno de Alto Impacto es una de las variedades existentes dentro de los poliestirenos. Dado que el poliestireno es un polímero muy frágil a temperatura ambiente, se modifica mediante la adición de polibutadieno, para mejorar su resistencia al impacto. Se designa comúnmente como HIPS (HIPS, High Impact Polystyrene) o PSAI (PSAI, Poliestireno de Alto Impacto). 

## Polimerización
El Poliestireno de Alto Impacto es un polímero de adición, conformado por unidades repetitivas de estireno y butadieno.

## Estructura química
Para mejorar la resistencia al impacto del poliestireno se adiciona polibutadieno y acrilonitrilo a la mezcla; el polibutadieno es injertado en el poliestireno, formando un polímero con estructura de injerto.
El acrilonitrilo y el butadieno son los compuestos que oponen resistencia a fuerzas mecánicas

## Características del Poliestireno de Alto Impacto
El Poliestireno de Alto Impacto es un polímero que se caracteriza por:
1. Mejor resistencia al impacto que el poliestireno sin modificar.
2. Es opaco, debido a la adición de polibutadieno.
3. Muy buena procesabilidad, es decir, se puede procesar por los métodos de conformado empleados para los termoplásticos, como inyección y extrusión.
4. Copia detalles de molde con gran fidelidad.

## Procesos de conformado
Se puede procesar por los métodos de conformado empleados para los termoplásticos, como son: moldeo por inyección y extrusión.

## Aplicaciones
Algunas de sus aplicaciones son:
- Componentes para automóviles.
- Juguetes.
- Maquinillas de afeitar desechables.
- Teclados y periféricos para el PC.
- Artículos para el hogar.
- Teléfonos.
- Envases de productos lácteos.
- Armas y/o accesorios de Armas
- Impresión 3D

## Reciclaje
Este material puede ser reciclado, al igual que los demás termoplásticos. Puede ser identificado con el siguiente símbolo:

HIPS
El Poliestireno de Alto Impacto es también reciclable, al igual que otros termoplásticos, como el Polietileno, Polipropileno o Poliestireno.

## Nombres comerciales
Algunos nombres comerciales del Poliestireno de Alto Impacto son: POLYSTYROL (Basf) y STYRON (Dow Chemical).Luran® 
- Datos: Q1617766
- Multimedia: High Impact Polystyrene / Q1617766